# Marie-José Pérec
Pour les articles homonymes, voir Perec.
Marie-José Pérec, née le 9 mai 1968 à Basse-Terre en Guadeloupe, est une athlète française. Elle est la seule Française triple championne olympique d'athlétisme : en 1992 aux Jeux de Barcelone (sur 400 mètres) et deux fois aux Jeux d'Atlanta en 1996 (sur 400 mètres et 200 mètres).
Elle est la deuxième à avoir réalisé le doublé aux Jeux olympiques sur 200 et 400 mètres (la première est l'Américaine Valerie Brisco-Hooks), et la première athlète, hommes et femmes confondus, à avoir remporté, lors de deux Jeux olympiques consécutifs, le titre sur 400 mètres. Le temps qu'elle signe en finale à Atlanta 1996, 48 s 25 est à ce jour la septième meilleure performance de tous les temps et durant 23 ans, le seul temps réalisé à moins d'une seconde du record du monde de Marita Koch (47 s 60 en 1985), ainsi que le record olympique sur le tour de piste. Marie-José Pérec est également double championne du monde du 400 m, à Tokyo en 1991 et à Göteborg en 1995. Durant sa carrière, elle est surnommée La Gazelle en référence à sa foulée aérienne (surnom analysé aujourd'hui au prisme des stéréotypes racistes pesant sur les athlètes noirs, qui ont fréquemment reçu des surnoms d'animaux sauvages), ou La Divine pour son brillant palmarès.
Elle détient le record de France du 200 m (21 s 99, 1993), du 400 m (48 s 25, 1996), du 400 m haies (53 s 21, 1995) et du relais 4 × 400 mètres (3 min 22 s 34, 1994).
Depuis la fin de sa carrière sportive, Marie-José Pérec s'est engagée dans diverses activités liées au monde du sport.
Elle est la dernière relayeuse de la flamme olympique, avec Teddy Riner, lors de la cérémonie d'ouverture des Jeux Olympiques de Paris 2024.

## Carrière sportive

### Débuts
Bien que douée en éducation physique, le sport l’intéresse peu durant sa jeunesse. Elle pratique uniquement le basket-ball à la section du Cygne noir entre 1982 et 1983, club où évolue sa sœur aînée, c’est grâce à une professeur d’EPS, Marie-Hélène Soual, qu’elle découvre l’athlétisme. Celle-ci la convainc de participer à un championnat de jeunes où Pérec, bien qu’elle n’ait jamais couru avec des pointes avant cette date, ni fait de départ dans des starting-blocks, parvient à réaliser les minima pour les championnats de France scolaires. Lors de ceux-ci, à Paris, elle termine à la seconde place. Bien que repérée par la fédération, ce n’est que deux ans plus tard qu’elle intègre l’Institut national du sport et de l'éducation physique (INSEP).
Elle intègre le groupe de Fernand Urtebise en 1985. Son groupe est composé d’athlètes plus âgés : Daniel Sangouma, Laurence Elloy, Laurence Bily. Leur collaboration est un échec : pensant que son gabarit n'est pas adapté au 400 mètres, il désire qu’elle se dirige vers le 200 mètres alors que pour elle le tour de piste est une évidence. Non convaincue par l’athlétisme, elle décide d’arrêter.
Après avoir arrêté les études qu’elle avait reprises après son arrêt de l’athlétisme, elle fait des petits boulots, notamment dans une pizzeria[réf. nécessaire]. C’est par l'entremise de son petit ami de l'époque, Richard Nana Dwanang, athlète du PUC entraîné par François Pépin, qu'en 1987, elle décide de revenir à l’athlétisme. Leur collaboration, plus basée sur le dialogue, convient mieux à l’athlète guadeloupéenne, de plus la diplomatie et la pondération de Richard seront très utiles pour apaiser les conflits.
Elle obtient ses premiers trophées, avec son premier record de France du 400 mètres, et durant la même année 1988, son premier titre de championne de France de la discipline. Elle participe à ses premiers Jeux olympiques, à Séoul, disputant les quarts de finale du 200 mètres.
En 1989, elle obtient la médaille d'or sur 200 mètres du championnat d'Europe en salle de 1989. Durant la même saison hivernale, elle termine à la sixième place des Championnats du monde en salle de Budapest. Elle obtient la médaille d'or sur 200 m et au relais 4 × 100 m aux Jeux de la Francophonie disputé au Maroc. Elle termine la saison en participant à la Coupe du monde des nations disputée à Barcelone. Elle franchit la première la ligne d’arrivée, dans le temps de 50 s 30, mais est déclassée au profit de la Cubaine Ana Fidelia Quirot, pour avoir mordu sur un couloir voisin. Durant cette même saison estivale, elle remporte également un nouveau titre de championne de France, mais sur la discipline du 400 mètres haies.
Elle évoque des vomissements avant les courses, dus au stress.
Lors de la saison estivale, au championnat d'Europe de Split, elle termine à la troisième place, le titre étant remporté par l'Allemande Grit Breuer. Deux jours plus tard, elle réalise le temps de 49 s 69 lors du relais 4 × 400 mètres, mais, malgré cette performance, la France ne termine qu’à la cinquième place.

### Première consécration mondiale: Tokyo
À l'intersaison, elle change d'entraîneur, rejoignant le groupe de Jacques Piasenta. L'année 1991 sera l'année de sa consécration sur la scène internationale. Son début de saison est perturbé par une blessure au genou qui l'oblige à une opération. Elle remporte ensuite la Coupe d'Europe à Francfort en juin, établissant avec 49 s 32 un nouveau record de France.
L'événement majeur de la saison d'athlétisme est le championnat du monde 1991 à Tokyo. Bien qu'elle soit soumise à un grand stress, qui l'empêche de s'alimenter normalement, elle court de plus en plus vite lors des différents tours et est la grande favorite de la finale. Sa rivale la plus sérieuse est la championne d'Europe de Split, Grit Breuer. Celle-ci, placée juste derrière la Française en finale, calque sa course sur celle de Pérec qui accélère à 280 mètres de l'arrivée, puis, malgré un retour de l'Allemande, remporte le titre en établissant un nouveau record de France en 49 s 13. Ce temps constitue alors la huitième meilleure performance mondiale de tous les temps,. Elle termine la compétition en participant au relais 4 × 100 mètres, composé de Laurence Bily, Maguy Nestoret, Valérie Jean-Charles. Les Françaises terminent à la cinquième place.

### Jeux de Barcelone
Elle commence la saison 1992 en établissant la meilleure performance mondiale de la saison lors du Nikaïa de Nice, avec 49 s 50. Elle descend ce temps lors des demi-finales des Jeux olympiques de Barcelone, dans le stade olympique de Montjuic, en réalisant 49 s 48. Lors de la finale, Pérec n'a qu'un seul objectif : devenir championne olympique et ainsi rejoindre Colette Besson, elle aussi championne olympique du 400 mètres lors des Jeux olympiques de Mexico 24 ans plus tôt. Le destin veut que Pérec occupe le même couloir que sa devancière, le 5.
Sa rivale de Tokyo, Grit Breuer, n'est plus là en raison d'une suspension de 1 an, prolongée de deux ans pour dopage. Reste toutefois la tenante du titre, Olga Bryzgina, qui concourt sous les couleurs de la CEI. Lors de la course, Bryzgina et la Colombienne Ximena Restrepo sont devant elle. Pérec accélère dans le virage mais Bryzgina est toujours en tête à 300 mètres. La Française continue de sa grande foulée et Bryzgina cède devant les 48 s 83 de Pérec. C'est la première fois que celle-ci franchit la barrière des 49 secondes. Elle remporte son premier titre olympique,. Avec le relais du 4 × 100 m, composé également de Patricia Girard, Odiah Sidibé et Laurence Bily, elle termine à la quatrième place derrière les États-Unis, la CEI et le Nigeria, à seulement quatre centièmes des Nigérianes.
Elle termine la saison en établissant avec 22 s 20 sa meilleure performance personnelle sur 200 mètres lors du Weltklasse Zurich, puis remporte le 200 mètres de la Coupe du monde d'athlétisme à La Havane, terminant également deuxième du relais 4 × 100 m.

### Stuttgart 1993
L'année suivante, elle se fixe un nouveau défi, condition nécessaire pour la motiver après les sollicitations post-olympiques. Son objectif est le 200 mètres des championnats du monde 1993 à Stuttgart. Malheureusement, une blessure, lésion aux muscles ischio-jambiers, lors d'une victoire sur 100 mètres au meeting Nikaïa de Nice ralentit sa préparation. Elle parvient toutefois à se soigner suffisamment pour se rendre à Stuttgart où elle se qualifie pour la finale. Dans la ligne droite, voyant Merlene Ottey se détacher insensiblement, Marie-José Pérec décélère et échoue à la quatrième place. Elle reconnaîtra en fin d'année qu'elle aurait dû sprinter jusqu'au bout. Ottey obtient son premier titre devant Gwen Torrence et Irina Privalova. Avec le relais 4 × 100 mètres, elle termine à la quatrième place, derrière la Russie, les États-Unis et la Jamaïque. Le relais tricolore est alors composé de Patricia Girard, Odiah Sidibé, Valérie Jean-Charles, Marie-José Pérec assumant le dernier relais.

### Helsinki 1994
Cependant, sa relation avec Jacques Piasenta s'envenime. En début d'année 1994, la tension atteint son sommet, à l'occasion de son forfait pour les Championnats d'Europe en salle de Paris-Bercy. Piasenta s’était engagé à faire participer son athlète. Ce que Pérec refuse, ne s’estimant pas prête, redoutant la défaite. La collaboration entre l’athlète et son entraîneur est rompue. Elle décide alors de changer d'horizon, et elle rejoint le groupe HSI, de John Smith, groupe qui regroupe de grand sprinters mondiaux, dont Maurice Greene et Ato Boldon, mais également des spécialistes du tour de piste, avec le champion olympique du 400 mètres Quincy Watts ou Kevin Young, également champion olympique mais du 400 mètres haies. En Californie, elle retrouve des conditions qui lui conviennent : le soleil mais surtout l'anonymat.
Elle retrouve sa distance du 400 mètres et reste invaincue lors du début de saison sur la distance, son seul échec étant une disqualification pour franchissement de couloir à Monaco. Sa collaboration avec son nouvel entraîneur porte rapidement ses fruits et Pérec remporte le seul titre qui lui manquait encore : le titre de Championne d'Europe à Helsinki devant la russe Svetlana Goncharenko. Trois jours plus tard, le relais français du 4 × 400 mètres, composé de Francine Landre, Viviane Dorsile et Evelyne Elien remporte le titre européen en 3 min 22 s 34, devançant la Russie et l’Allemagne.
Elle termine la saison en remportant la finale du Grand Prix IAAF qui se déroule à Paris, pour l’inauguration du nouveau Stade Charléty, réalisant en 49 s 77 la meilleure performance mondiale de l’année.

### Göteborg 1995
Pour la saison 1995, Pérec, suivant les conseils de son entraîneur américain, s'est donné un nouveau défi : doubler les épreuves du 400 et du 400 mètres haies lors des Championnats du monde 1995 à Göteborg. Ce défi est conforté par une victoire sur cette dernière distance lors de la Coupe d'Europe. Elle descend par deux fois sa meilleure performance sur les haies, à Paris puis lors du Bislett Games. Cette course est la première d’une série de courses destinées à la tester vis-à-vis de la répétition des efforts qu’implique son projet. Elle enchaîne par deux 200 mètres à Charléty puis un 400 mètres à Monaco, tout cela en quatre jours. Lors de cette dernière réunion, une contracture à la cuisse droite l'empêche toutefois de réaliser son défi.
Grâce aux soins de la délégation française, elle participe au 400 mètres, épreuve dont elle avait pronostiqué avant la compétition que la victoire se jouerait en moins de 50 secondes. Son hypothèse est juste : elle gagne en 49 s 28 dans une course où elle mène à 250 mètres de l'arrivée, malgré un retour de l'Australienne Cathy Freeman. Celle-ci craque finalement sur la fin, laissant les deux places derrière Pérec à Pauline Davis-Thompson et Jearl Miles,. Le relais du 4 × 400 m ne parvient pas à se qualifier pour la finale, finissant à la cinquième place de sa demi-finale. Après les mondiaux, elle établit le record de France du 400 mètres haies, en 53 s 21, lors du Weltklasse de Zurich.

### 1996: le doublé olympique d'Atlanta

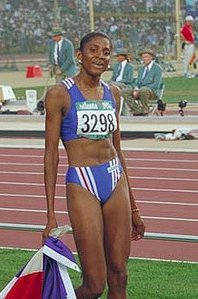
Marie-José Perec après sa victoire sur 400 m lors des Jeux olympiques de 1996.

La saison estivale commence par la Coupe d'Europe dont elle remporte le 200 mètres. Avec son entraîneur, elle a décidé en secret de doubler le 400 mètres et le 200 mètres lors des Jeux olympiques d'Atlanta. Cette décision est favorisée par le changement de programme des épreuves demandé par Michael Johnson, qui a officiellement déclaré vouloir doubler les deux épreuves à Atlanta.
Son premier rendez-vous avec les jeux est la cérémonie d'ouverture où elle est le porte-drapeau de la délégation française.
Sa première épreuve lors des jeux est le 400 mètres : elle remporte celle-ci en devançant la Nigériane Falilat Ogunkoya et l'Australienne Cathy Freeman, établissant avec 48 s 25 la meilleure performance sur la distance depuis 1986. Ce temps, nouveau record olympique, est considéré par beaucoup comme le véritable record du monde de la discipline : l'ancienne championne olympique Colette Besson déclarait à ce propos : « Le temps qu'elle a réalisé à Atlanta, en finale des JO, constitue, pour moi, le temps de référence (48 s 25). Le record de Marita Koch (47 s 60) est un record chimique, réalisé lors de la coupe du monde de 1985 à Canberra où il n'y avait eu aucun contrôle antidopage ».
Cette victoire constitue une première : aucun champion olympique du 400 mètres, homme ou femme, n'avait réussi à obtenir deux titres consécutivement.
Elle s'attaque ensuite à son second défi : le 200 mètres. C'est trois jours après la finale du 400 que se déroule la finale du 200 mètres. Elle remporte tout d'abord sa demi-finale devant Mary Onyali, devançant le temps de Merlene Ottey-Page, vainqueur de la seconde demi-finale, d'un centième. La finale se déroule le même jour. Lors de l'intervalle entre les deux courses, elle fait un léger malaise en raison d'hypoglycémie. Lors de la finale, à l'entrée de la ligne droite, elle est toujours devancée par les spécialistes de la discipline, mais grâce à un redoutable finish, elle devance Merlene Ottey, qui ne sera finalement jamais championne olympique, et Mary Onyali. D'ailleurs, Pérec, qui a un profond respect pour l'athlète jamaïcaine, alors âgée de 36 ans, contient sa joie, consciente qu'elle a ôté le dernier espoir olympique de celle-ci. Le temps de Pérec, 22 s 12, est assez impressionnant compte tenu de l'enchaînement des courses lié au doublé 400 et 200 mètres, même si son temps de 22 s 07 réalisé en demi-finale est plus rapide, surtout que la Française avait relâché son effort dans les quinze derniers mètres. Le « chrono » des demi-finales constitue la meilleure performance mondiale de l'année, temps qui sera ensuite égalé par Onyali à Zurich.
Comme Michael Johnson, elle vient de réaliser le doublé 200 – 400 mètres. Sa compétition se termine par une sixième place lors du relais 4 × 100 mètres, également composé de Sandra Citte, Odiah Sidibe et Patricia Girard-Leno, relais remporté par les Américaines.
Elle termine sa saison par une victoire à Tokyo sur le 200 mètres, victoire qui a été précédée peu avant par une défaite face à sa rivale australienne Freeman lors du meeting du Mémorial Van Damme de Bruxelles.

### Blessures
Le début de la saison estivale 1997 n'est pas encourageant : septième sur un 200 mètres à Paris, et deux prestations peu satisfaisantes à Villeneuve-d'Ascq et au meeting Athletissima de Lausanne.
Elle se rend au championnat du monde 1997 d'Athènes et s'aligne sur le 200 mètres mais, après avoir remporté son quart de finale, elle doit déclarer forfait lors de la demi-finale, victime d'une élongation à la cuisse droite.
Au début 1998, souffrant de lourde fatigue, elle fait des examens qui révèlent qu'elle est victime d'une forme de mononucléose et de myocardite, le virus d'Epstein-Barr, qui provoque des problèmes cardiaques. Ce problème fait suite à un voyage effectué, en tant qu’ambassadrice de l’Unesco, au Togo durant l’hiver 1997. Elle doit tout d’abord éviter toute forme de sport pendant deux mois. Durant un voyage de repos aux Keys, elle fait un malaise. De retour à Paris, elle fait un séjour en hôpital. Un traitement à base de cortisone sur plusieurs mois lui fait prendre plus de dix kilos. Cette maladie l'empêche d'évoluer sur les pistes.
Elle retrouve le groupe de son entraîneur John Smith début 1999. Mais, après un retour souvent annoncé puis déprogrammé, ses premières courses, en particulier sur 200 mètres à Lahti, montrent qu'elle n'a pas retrouvé son niveau et elle ne participera pas aux championnats du monde 1999.
Toutefois, elle a toujours l'ambition de défendre son titre olympique l'année suivante à Sydney.

### Sydney 2000
En février 2000, elle surprend le monde de l'athlétisme : elle quitte le groupe de John Smith, estimant que celui-ci ne peut plus lui apporter suffisamment d'attention : « Je m'entendais très bien avec John, mais il s'occupe maintenant d'une quinzaine d'athlètes dans le groupe et il n'avait plus assez de temps à me consacrer. Au point où j'en suis et compte tenu de mon objectif, j'ai besoin que l'on s'occupe beaucoup plus de moi ». Mais c'est surtout le choix de son nouvel entraîneur qui surprend : Wolfgang Meier, l'ex-entraîneur et mari de la toujours détentrice du record du monde de la discipline, Marita Koch. Le record de celle-ci est toujours considéré comme suspect, comme elle l'avait elle-même déclaré après les jeux de Barcelone. À la suite de ces déclarations, le journal français L'Équipe Magazine avait provoqué une rencontre entre Koch, accompagné de Meier, et Pérec. Pérec explique que sa décision trouve son origine dans cette rencontre.
Pour sa rentrée, elle est battue, en 22 s 72 sur 200 m à Lausanne puis réalise, avec un temps de 50 s 32 sur 400 m, les minima A à Nice. Elle obtient ainsi son billet pour ses quatrièmes Jeux olympiques.
Ceux-ci ne vont pas se dérouler selon ses attentes. Elle n'avait pas réellement mesuré l'importance, pour les Australiens, de son affrontement avec Cathy Freeman. Celle qui aura l'honneur d'allumer la flamme olympique représente plus qu'une sportive aux yeux de ses compatriotes. En raison de ses origines aborigènes, elle représente, également, la possibilité de pardon de la nation australienne par le peuple autochtone.
Désormais éloignée des autres athlètes français (sa colocataire du village olympique de Barcelone et amie Elsa Devassoigne, elle-même coureuse de 400 mètres n'est plus présente), elle ne loge pas au village olympique, considérant qu'un tel site n'est pas propice au calme et à la concentration. Malheureusement, son hôtel est vite découvert par les journalistes et elle doit se cloîtrer dans celui-ci. Victime, selon elle, de menaces, elle décide de quitter l'Australie juste avant de disputer les premières séries du 400m où elle apparaîtra sur le tableau de résultats du stade olympique avec un « DNS » (did not start). Malgré les tentatives de son compagnon, l'athlète américain Anthuan Maybank, et des représentants de son équipementier, sa décision est prise et elle quitte le pays. Lors d'une escale à Singapour, elle et son compagnon sont traqués par des dizaines de journalistes et une altercation éclate entre Maybank et un journaliste. Celle-ci, qui fera la une de tous les journaux en Australie et en France, se règle finalement au poste de police. L'incident sera ensuite traité par l'ambassade de France et Pérec rentre en France. Sa fuite peut être aussi considérée comme un refus de la défaite et un signe qu'elle se sentait incapable de l'emporter dans de telles conditions.

### Paris 2003
Au printemps 2001, elle doit renoncer à un retour à la compétition en raison de blessures successives au tendon du pied droit.
En 2003, elle annonce son intention de participer au championnat du monde 2003 de Paris Saint-Denis. Finalement ses efforts sont vains : une irritation du nerf sciatique l'empêche de réaliser son objectif.
Ce n'est qu'en juin 2004 qu'elle annonce sa retraite sportive, décision qu'elle avait prise après le championnat du monde mais qu'elle n'arrivait pas à exprimer,.

## Sponsors
Elle signe un premier contrat dit de performance avec Nike. Mais lorsque l'équipementier ne lui verse pas la prime de 10 000 francs à laquelle son record de France lui donne droit, elle signe avec Reebok à qui elle restera attachée toute sa carrière.
Elle a également été sponsorisée par Pirelli, succédant à Carl Lewis comme égérie de la marque.

## Vie extra sportive
Elle est la mère d'un petit garçon, Nolan, né le 30 mars 2010 de son compagnon Sébastien Foucras.
Marie-José Perec est membre du club des Champions de la Paix, un collectif de 54 athlètes de haut niveau créé par Peace and Sport, organisation internationale basée à Monaco et œuvrant pour la construction d'une paix durable grâce au sport.
En octobre 2012, elle est élue à la tête de la ligue d'athlétisme de Guadeloupe avec 84 % des voix, succédant à Camille Elisabeth qui fut sa première entraineuse.
En novembre 2019, elle participe à la Saison 1 de Mask Singer de TF1 sous le costume de la Panthère où son identité est déjà révélée au cours de la première diffusion. Au cours d'une interview, elle révèle que seul son mari était dans la confidence pour l'émission et que son fils de 9 ans a découvert sa participation en reconnaissant sa voix lors de la diffusion du show à la télévision. Elle reconnaît aussi que l'idée de participer était pour faire plaisir à son fils.

### Consultante
En 2004, elle a participé aux Jeux d'Athènes en tant que consultante pour Canal+. Cependant, elle considère cette expérience comme non concluante : « J'ai arrêté parce que je me suis trouvée nulle. À la télé, je suis horrible ».
Elle est diplômée en 2007 d'un master en management sportif de l'ESSEC.
Depuis, elle est présente sur les grands championnats, occupant un poste de consultante pour la presse, en particulier pour le journal L'Équipe.
Du 5 au 21 août 2016, en outre, Marie-José Pérec a rejoint l'équipe de RTL pour les Jeux olympiques de 2016, tenant une chronique quotidienne dans la matinale de la station.
En 2024, la triple championne devient consultante pour le journal Le Parisien pendant les jeux Olympiques de Paris 2024

### Les Guignols de l'info
Sa grande notoriété avait fait d'elle un personnage incontournable pour Les Guignols de l'info. Elle est d'abord parodiée sur la volonté de toujours rendre apparent les logos de ses sponsors devant la télévision. Puis, elle y est présentée sous la forme d'un personnage toujours caché, fuyant les « Chinois du FBI », s'enfuyant toujours en fin de sketch en s'écriant « Cours, Pérec, cours ! », scène qui fait référence au film Forrest Gump.

### Autres
En 1992, Marie-José Pérec fait une apparition dans la comédie musicale Le cadeau de la rentrée où elle interprète Maladie d'amour, un titre du folklore des Antilles françaises, en duo avec Dorothée.
En 2008, elle a publié un livre intitulé Rien ne sert de courir... dont la partie la plus attendue est son explication sur les Jeux olympiques de Sydney, les évènements, sa fuite, et les événements de Singapour. En octobre 2002, le chanteur Alain Bashung avait écrit sur l'album L'Imprudence une chanson intitulée Dans la foulée qui était dédiée à Marie-Jo Pérec et relatait cet événement où il dénonçait le « lynchage médiatique » dont elle avait fait l'objet et s'interrogeait sur les sentiments paranoïaques de chacun.
En 2024, elle monte les marches du Festival de Cannes, flamme olympique à la main, aux côtés d'autres athlètes olympiques et paralympiques.
Le 14 juillet 2024, elle a embarqué comme passagère d'un avion Alpha Jet E appartenant à la Patrouille de France et a ainsi survolé Paris en clôture du traditionnel défilé. Elle avait pu s'y préparer onze jours plus tôt lors d'un vol d'accoutumance depuis la Base Aérienne 701 de Salon de Provence dans les Bouches-du-Rhône.
Le 26 juillet 2024, elle a participé à la cérémonie d’ouverture des Jeux olympiques d'été de 2024 de Paris en tant que dernière relayeuse de la Flamme olympique au coté du judoka Teddy Riner.

### Présentatrice
- 2014-2015 : Frères d'armes, série télévisée historique de Rachid Bouchareb et Pascal Blanchard : présentation d'Alain Mimoun

## Palmarès

### International
| Date | Compétition                    | Lieu      | Résultat | Discipline | Performance   |
| ---- | ------------------------------ | --------- | -------- | ---------- | ------------- |
| 1989 | Championnats d'Europe en salle | La Haye   | 1re      | 200 m      | 23 s 21       |
| 1989 | Championnats du monde en salle | Budapest  | 6e       | 200 m      | 23 s 99       |
| 1989 | Jeux de la Francophonie        | Rabat     | 1re      | 200 m      | 22 s 60       |
| 1990 | Championnats d'Europe          | Split     | 3e       | 400 m      | 50 s 84       |
| 1991 | Coupe d'Europe des nations     | Francfort | 1re      | 400 m      | 49 s 32       |
| 1991 | Championnats du monde          | Tokyo     | 1re      | 400 m      | 49 s 13       |
| 1991 | Championnats du monde          | Tokyo     | 5e       | 4 × 100 m  | 43 s 34       |
| 1992 | Jeux olympiques                | Barcelone | 1re      | 400 m      | 48 s 83       |
| 1992 | Jeux olympiques                | Barcelone | 4e       | 4 × 100 m  | 42 s 85       |
| 1992 | Coupe du monde des nations     | La Havane | 1re      | 200 m      | 23 s 07       |
| 1992 | Coupe du monde des nations     | La Havane | 2e       | 4 × 100 m  | 44 s 02       |
| 1993 | Coupe d'Europe des nations     | Rome      | 2e       | 100 m      | 11 s 28       |
| 1993 | Coupe d'Europe des nations     | Rome      | 2e       | 200 m      | 22 s 30       |
| 1993 | Coupe d'Europe des nations     | Rome      | 2e       | 4 x 100 m  | 43 s 01       |
| 1993 | Championnats du monde          | Stuttgart | 4e       | 200 m      | 22 s 20       |
| 1993 | Championnats du monde          | Stuttgart | 4e       | 4 × 100 m  | 42 s 67       |
| 1994 | Championnats d'Europe          | Helsinki  | 1re      | 400 m      | 50 s 33       |
| 1994 | Championnats d'Europe          | Helsinki  | 1re      | 4 × 400 m  | 3 min 22 s 34 |
| 1994 | Finale du Grand Prix           | Paris     | 1re      | 400 m      | 49 s 77       |
| 1995 | Championnats du monde          | Göteborg  | 1re      | 400 m      | 49 s 28       |
| 1996 | Coupe d'Europe des nations     | Madrid    | 1re      | 200 m      | 22 s 34       |
| 1996 | Jeux olympiques                | Atlanta   | 1re      | 200 m      | 22 s 12       |
| 1996 | Jeux olympiques                | Atlanta   | 1re      | 400 m      | 48 s 25       |

### National
- Championnats de France d'athlétisme :
  - 100 m : vainqueur en 1991
  - 200 m : vainqueur en 1992 et 1995
  - 400 m : vainqueur en 1988
  - 400 m haies : vainqueur en 1989

### Autres distinctions
Elle décroche en 1992 et 1996 le titre de Champion des champions français décerné par le journal L'Équipe (3e en 1991). En 1997, elle est récompensée du ESPY Award dans la catégorie athlète féminine.
En 1996, elle est également récompensée du grand prix par l'Académie des sports.
En 2013, elle est intronisée au Panthéon de l'athlétisme de l'IAAF.
En 2020, elle est nommée Légende du sport par le Musée national du Sport.
En avril 2023, une consultation citoyenne est organisée à Rouen, en Normandie afin de baptiser une piste d'athlétisme qui doit être rénovée. Le nom de Marie-José Pérec a reçu 269 voies sur 577 votants. La piste a été inaugurée le 27 mars 2024 au sein du stade Marcel Lemire en présence du maire de la ville, Nicolas Mayer-Rossignol.

### Décorations
- Commandeur de la Légion d'honneur (2024)[62] ; officier le 14 juillet 2013[63] ; chevalier du 6 septembre 1996[64]

## Statistiques
Durant une période, elle détenait les records de France du 100 m (10 s 96 en 1991), du 200 m (en 1991, 1992, et 1993 en 21 s 99), du 400 m (en 1988, 1989, 1990, 1991 à trois reprises, 1992, et 1996 en 48 s 25), du 400 m haies (en 1995 à 4 reprises, dont 53 s 21) et des relais 4 × 100 (1992 et 1995) et 4 × 400 m. Elle fut aussi championne de France du 100 m en 1991, du 200 m en 1992 et 1995, et du 400 m haies et du 200 m en salle la même année 1989.
Elle est la première athlète française, tous sexes confondus, à avoir obtenu à la fois des médailles européenne, mondiale et olympique dans une discipline individuelle.

### Records personnels
| Épreuve   | Épreuve     | Performance  | Lieu              | Date            |
| --------- | ----------- | ------------ | ----------------- | --------------- |
| Plein air | 100 m       | 10 s 96      | Dijon             | 27 juillet 1991 |
| Plein air | 200 m       | 21 s 99 (NR) | Villeneuve-d'Ascq | 2 juillet 1993  |
| Plein air | 400 m       | 48 s 25 (NR) | Atlanta           | 29 juillet 1996 |
| Plein air | 400 m haies | 53 s 21 (NR) | Zurich            | 16 août 1995    |
| Salle     | 200 m       | 23 s 36      | Budapest          | 4 mars 1989     |
| Salle     | 400 m       | 51 s 44 (NR) | Liévin            | 18 février 1996 |

### Progression
La progression du record personnel de Marie-José Pérec a été établie à partir des temps donnés par l'IAAF et la fédération française d'athlétisme (FFA).
| Âge | Temps   | Lieu           | Date          | Notes                            |
| --- | ------- | -------------- | ------------- | -------------------------------- |
| 20  | 51 s 35 | Tours          | 14 août 1988  |                                  |
| 20  | 51 s 05 | Les Abymes     | 7 mai 1989    |                                  |
| 22  | 50 s 84 | Split          | 29 août 1990  | Finale des Championnats d'Europe |
| 23  | 50 s 53 | L'Alfàs del Pi | 1er juin 1991 |                                  |
| 23  | 49 s 32 | Francfort      | 29 juin 1991  |                                  |
| 23  | 49 s 13 | Tokyo          | 27 août 1991  | Finale des Championnats du monde |
| 24  | 48 s 83 | Barcelone      | 5 août 1992   | Finale des Jeux olympiques       |
| 28  | 48 s 25 | Atlanta        | 29 août 1996  | Finale des Jeux olympiques       |

### Équipe de France
Elle a été sélectionnée 25 fois en équipe de France A (et 1 en juniors).

## Publications
- 400 mètres pour gagner, Marie-José Pérec avec la collaboration de Roland Brival, Paris, Éditions N° 1, 1993,  (ISBN 2-86391-555-X)
- Marie-José Pérec, Rien ne sert de courir, éditions Grasset, 2008 (ISBN 9782246698913).

## Autour de Marie-José Pérec
En 2001, Saël sort le titre Marie-José. Présent sur l'album Saël & Friends, celui-ci rend hommage à Marie-José Pérec en dénonçant le lynchage médiatique dont elle a été victime.
En 2021, l'écrivain français Paul-Henry Bizon publie le roman Olympia qui mêle le destin d'un responsable marketing avec la personnalité de Marie-José Pérec.

### Documentaires
- Champions de France - Marie-José Pérec, série Champions de France, film-portrait co-réalisé par Pascal Blanchard et Rachid Bouchareb 2016, 2 minutes [voir en ligne]
- Marie-Jo, film documentaire réalisé par Marc Sauvourel, 2024, 90 minutes[68]